# Björn Ferry
Björn Lars Johannes Erik Ferry, född 1 augusti 1978 i Stensele i södra Lappland, är en svensk tidigare skidskytt. Han tog sin första världscupseger den 19 januari 2008 i jaktstartsloppet i italienska Antholz. Han har vunnit tre VM-medaljer (varav ett guld) i mixstafett samt ett OS-guld (i jaktstart år 2010).
Ferry avslutade sin skidskyttekarriär den 23 mars 2014 efter 13 säsonger som aktiv i landslaget. Därefter blev han expertkommentator på Sveriges Television genom att skriva på ett sexårskontrakt. Han är uppvuxen och bosatt i Storuman. 2023 utsågs Björn Ferry till hedersdoktor vid Mittuniversitetet.

## Biografi och karriär

### Världscupen
Ferry har tävlat i världscupen sedan säsongen 2001/2002. Ferry har totalt 21 pallplatser (mars 2014) och sju segrar; fyra i jaktstart, två i sprint och en i masstart. Han har också nio andraplatser; den första i sprint 2005 i Turin, den andra kom i sprinten 2007 i Pokljuka, samma år en i jaktstart i Chanty-Mansijsk, 2008 i Antholz (dagen efter hans första seger) blev han tvåa i masstarten. Tvåa blev han återigen i sprint 2009 och i masstart 2011, båda i Antholz. Säsongen 2007/2008 blev han trea i jaktstartscupen.
Efter OS i Sotji i februari 2014 radade han upp fina placeringar resten av säsongen. Ferry vann både sprinten och masstarten i Pokljuka den 6 och 9 mars 2014, vilket var hans sjätte och sjunde seger i världscupen. Han kom på pallen fem gånger under mars 2014. Säsongen 2013/2014 blev Ferrys sista i karriären.

### Världsmästerskapen
2003 i Chanty-Mansijsk deltog Ferry i sitt första världsmästerskap i skidskytte. Han har sedan dess deltagit i ytterligare sju: 2004 i Oberhof, 2005 i Hochfilzen, 2007 i Antholz, 2008 i Östersund, 2009 i Pyeongchang, 2010 i Chanty-Mansijsk och 2012 i Ruhpolding. Individuellt har han som bäst en fjärdeplats i sprint från Antholz 2007 och en niondeplats i masstart från Östersund 2008. Utöver det har han sex placeringar mellan plats 10 och 20. I stafett har han två medaljer (ett guld från Antholz 2007 och ett brons från Chanty-Mansijsk 2010), båda i mixstafett med Helena Jonsson, Anna Carin Olofsson-Zidek och Carl Johan Bergman. Utöver dessa två har han ytterligare sju topp-tioplaceringar i stafett.

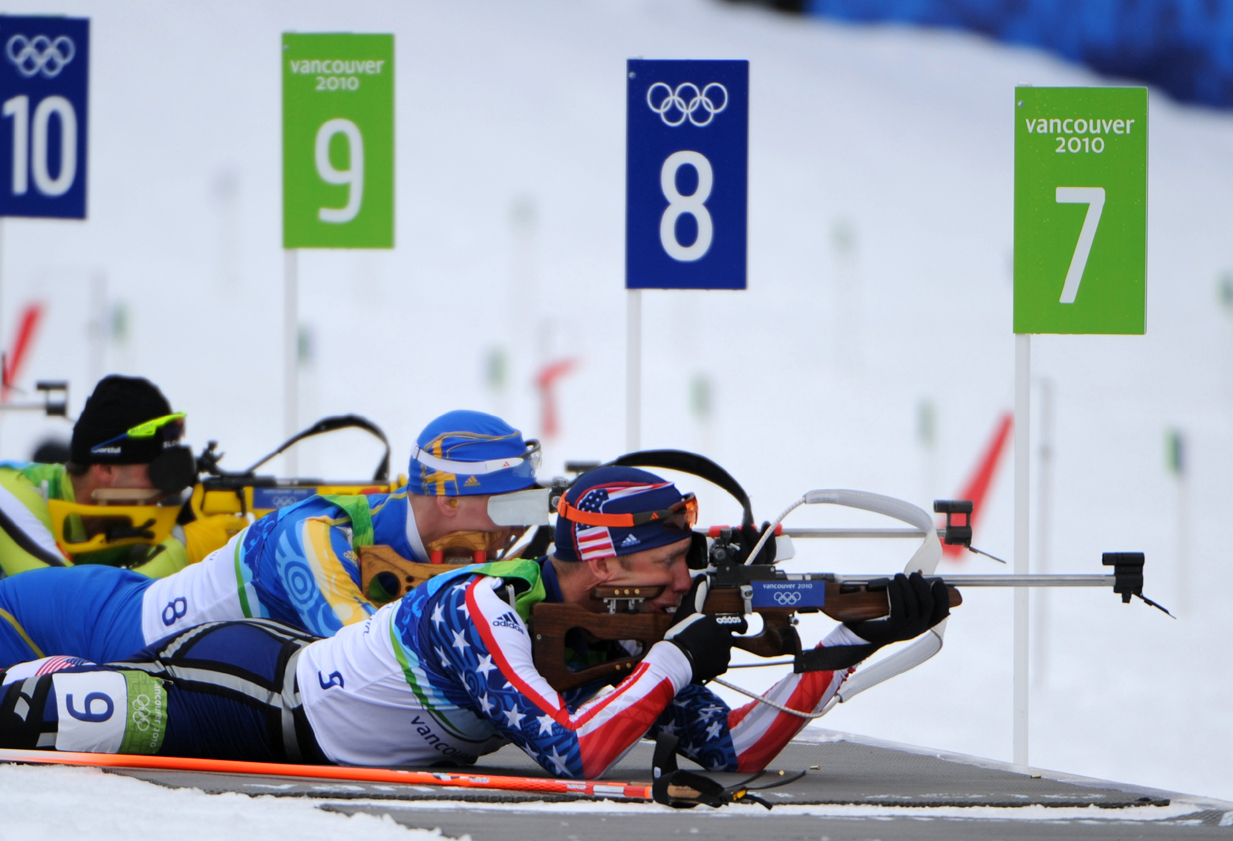
Björn Ferry (nr. 8, i blått och gult) under en liggande skjutning i OS i Vancouver 2010.

### Olympiska spelen
Ferry deltog i OS 2002 i Salt Lake City och OS 2006 i Turin. Under OS 2010 i Vancouver vann Ferry guld i herrarnas jaktstart på 12,5 km efter att ha startat som åttonde man.
Ferry har deltagit i tre olympiska spel: 2002 i Salt Lake City, 2006 i Turin och 2010 i Vancouver. I Salt Lake City blev han 17:e i sprinten, ett resultat han tappade till en 24:e i jaktstarten, i distansen blev han 38:e och i stafetten blev han med det svenska laget 14:e. I Turin blev han som bäst 13:e individuellt (i sprinten), en placering som låg som grund för jaktstarten där han blev 25:a. I distansloppet blev han 28:e och i masstarten 18:e. I stafetten blev han med det svenska laget fyra, efter ett knappt nederlag mot Frankrike i spurten. 2010 i Vancouver blev han åtta i sprinten och körde upp det till ett guld i jaktstart, vilket var Sveriges första guld i skidskytte på herrsidan sedan 1960. I masstarten blev han 12:a och på distansen blev han 42:a. Med stafettlaget blev han återigen fyra.

### Tränare
Ferrys tränare var Jonas Johansson som efterträdde Wolfgang Pichler som tränare för herrarna i det svenska skidskyttelandslaget.
Ferry har mellan åren 2011 och 2014 använt hypnosterapi hos Ulf Dextegen för att förbättra sina idrottsprestationer.

### Övrigt
Ferry kom trea i skidskyttetävlingen World Team Challenge 2011 tillsammans med Helena Ekholm.
Ferry är också känd för en del uttalanden. Han är en förespråkare för LCHF-dieten och har även givit ut en kokbok inom ämnet. Han var med i Mästarnas mästare 2016.
I november 2017 meddelade han att han av miljöskäl slutat flyga.
I mars och april 2018 visades programserien Storuman Forever i SVT, som handlar om Ferrys och hustruns klimatengagemang.
Han är gift med åttafaldiga världsmästaren i armbrytning Heidi Andersson. 19 juli 2011 fick paret en son  och 19 juni 2021 ytterligare en son.

## Meriter

### Världscupsegrar (7)
| Datum            | Plats      | Disciplin      |
| ---------------- | ---------- | -------------- |
| 19 januari 2008  | Antholz    | Jaktstart      |
| 24 januari 2009  | Antholz    | Jaktstart      |
| 16 februari 2010 | Vancouver  | Jaktstart (OS) |
| 18 december 2010 | Pokljuka   | Sprint         |
| 16 januari 2011  | Ruhpolding | Jaktstart      |
| 6 mars 2014      | Pokljuka   | Sprint         |
| 9 mars 2014      | Pokljuka   | Masstart       |

#### Stafett
| Datum           | Plats             | Disciplin       |
| --------------- | ----------------- | --------------- |
| 6 januari 2005  | Oberhof, Tyskland | Stafett         |
| 8 februari 2007 | Antholz, Italien  | Mixstafett (VM) |

### Utmärkelser
Ferry vann priset för 2010 års prestation som delades ut under Idrottsgalan 2011.